# Polyceridae
A Polyceridae a valódi csigák (Orthogastropoda) közé tartozó hátulkopoltyúsok (Opisthobranchia) rendjének egyik családja.

## Rendszerezés
A családba az alábbi alcsaládok és nemek tartoznak:
- Kalinginae
  - Kalinga
- Nembrothinae
  - Nembrotha
  - Roboastra
  - Tambja
- Polycerinae
  - Greilada
  - Palio
  - Paliolla
  - Polycera
  - Polycerella
  - Thecacera
- Triophinae
  - Colga
  - Crimora
  - Euplocamus
  - Kaloplocamus
  - Limacia
  - Plocamopherus
  - Triopha